# 牛津大學自然史博物館
牛津大學自然史博物館（英語：Oxford University Museum of Natural History），有時簡稱牛津大學博物館（Oxford University Museum），是牛津大學收集陳列自然史標本的大學博物館，位於英國牛津大學基伯爾學院對面。牛津大學自然史博物館為達爾文發表演化論的機構；創館時的館長為地質學家約翰·菲利普斯，為達爾文演化論的主要懷疑者之一。該博物館的講座大廳，曾是1860年牛津演化論大辯論的場址，現時由大學的化學、動物學及數學系所使用。
牛津大學自然史博物館的成立標志了牛津大學發展科學及科學園區的歷史意義。

## 历史沿革

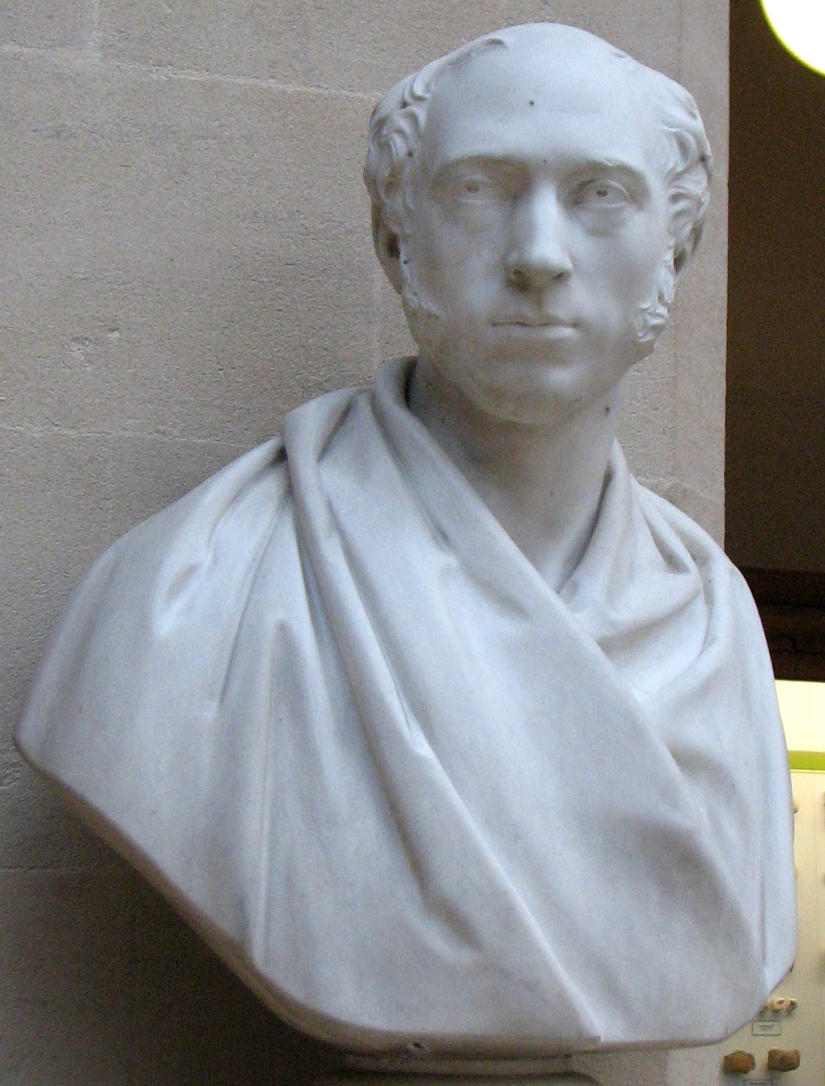
牛津大學博物館中的約翰·菲利普斯紀念像

1850年牛津大学的自然科学名誉学校（通过参加课程可以获得名誉学位的机构）建立，但其教学器具、解剖学和自然史标本都散放保存在散布于整个城市里的牛津各个学院中。1855到1860年间，钦定医学教授亨利·埃克兰德爵士多次呼吁建立一座博物馆，将分散的自然科学标本统一保存和展示。他在1858年举办了一次讲座，阐述了建立博物馆的重要性，他认为牛津大学过于偏重神学、哲学、经典和历史等人文学科的研究，需要给学生一个了解自然界的机会了，需要“让学生获得关于造物主伟大设计的知识，因为我们自身也是其中的一员”。这种将自然视作神的第二本书的想法，在19世纪十分常见。
1855年博物馆工程正式动工。1857年，阿什莫林博物馆负责人，地质学家約翰·菲利普斯被任命为首任馆长。在他的组织下，牛津的天文、几何、实验物理、矿物学、化学、地理学、动物学、解剖学、生理学和医学诸系相继搬入此处。1860年博物馆正式对外开放。博物馆完成后，許多實驗室都在大學博物館創建後，於館址週邊設立，如於1870年建立的，比劍橋大學卡文迪什实验室成立還來的早的克拉倫登實驗室。
1885－1886年，博物馆的东面增添了一座新建筑，由托馬斯·紐曼·迪恩之子托马斯·曼利·迪恩设计，用于保存奥古斯都·皮特·里弗斯将军的种族学标本，即今日的皮特·里弗斯博物館。按照19世纪的思维，神所造之物是自然史研究的范畴，而人所造之物是人类学研究的范畴，区分这两者十分重要。随着系的规模越来越大，各个系逐渐都搬到南公园路附近的新址，组成了牛津科学区。最后一个搬出的是昆虫系，它于1978年搬入动物系楼，但近日在博物馆的二层仍有一个昆虫系的实验室。1996年博物馆的名称从牛津大学博物馆改为牛津大学自然史博物馆。

## 著名歷史事件

### 1860年牛津演化論大辯論
1860年6月28日，英国科学促进会改在新开放的牛津大學自然史博物館召开年会。6月30日，围绕美国科学家約翰·威廉·杜雷伯的一篇文章，達爾文的好友托马斯·亨利·赫胥黎與牛津主教塞缪尔·韦伯佛斯发生了关于演化論的争论，约瑟夫·道尔顿·胡克等著名科学家也参与其中。雖然對該事件的記錄和描述，都顯示支持達爾文演化論一方的理據較有說服力，唯赫胥黎支持者的相關報導似乎傾向將此辯論內容渲染成激烈的对立辩论，以追求轟動效應。

### 1894年無線電報的首次公開展示
1894年無線電報在牛津大學博物館首次公開展示，由英國物理學家奥利弗·约瑟夫·洛奇爵士展示無線電報的基本原理，當時的演講廳擠滿人群，觀眾包括物理學家瑞利男爵、電機工程師亞歷山大·繆爾黑德、电气工程师和物理学家约翰·弗莱明與物理學家西拉·菲利普斯·汤普森等。

## 建筑

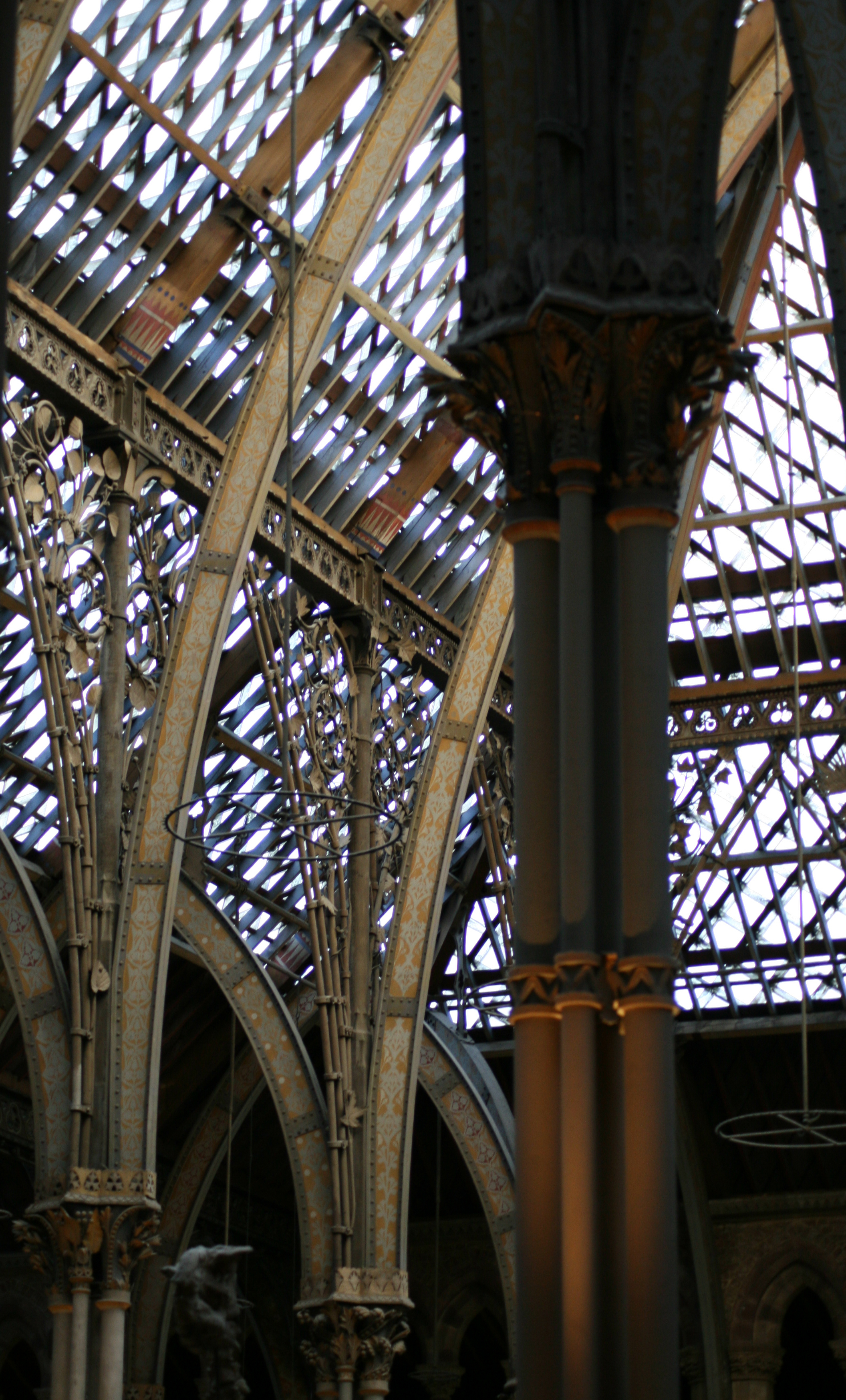
該館內裝現為由鋼及玻璃組成

自然史博物馆为哥德復興式建築，由愛爾蘭建築師托馬斯·紐曼·迪恩及本傑明·伍德沃德所設計，其设计方案受到文学和艺术评论家约翰·拉斯金的直接影响，拉斯金本人也在伍德沃德设计时提出过很多建议。建築所需經費部分由牛津大學出版社以出售聖經所得，此事實在2011年紀念達爾文活動的宗教和科學意義的辯論中被提及。
虽然牛津大学募集了建造博物馆的费用，但博物馆的内部装饰是由公众捐款进行，所以建筑落成后，有些内部装饰尚未完成。愛爾蘭的石頭雕刻師奧謝和惠蘭进行了内部装饰工作，创作了一些新哥德式的雕塑，今日館內一樓的科學家的雕像包括亞里斯多德、弗兰西斯·培根、查爾斯·達爾文、卡爾·林奈，有些就是他们的作品。而约翰·菲利普斯馆长参与了博物館建築廊柱的设计，他採用當時植物科學的成果，採取忠於自然的植物樣貌方式來雕刻，並以科學植物分類法來排序。

## 博物館收藏
博物館的展品主要來自他人捐獻及科學家收集，包括来自阿什莫林博物馆的自然史标本。博物館有收有恐龍等化石。收集的館藏含昆蟲學、地質學、礦物學與岩石學及動物學等标本：
- 1857年在馬德拉島捕撈的藍鰭金槍魚骨骼
- 非洲及亞洲象骨頭
- 巨海萤（英语：Gigantocypris）
- 塔斯馬尼亞巨型螯蝦
- 室內一隅
- 室內一隅
- 巨齒龍的腳印模擬，於館前草坪

- 昆虫标本：在数量和重要性上，牛津大学自然史博物馆所收藏的昆虫标本都位列英国第二，仅次于伦敦自然历史博物馆。保存有两万五千种，五百万件昆虫样品，其中与侯普-伍德沃德收藏最为著名。
- 地质学标本：收藏有超过一千四百种，约三十七万五千件标本，主要藏品有约克郡石炭纪标本等。
- 矿物标本：收藏有约三万件矿物样品，且从1998年起博物馆还负责保管全牛津大学的约五千件岩石样品。
- 动物标本：收藏有超过一千种的二十五万件标本，其中包括很多已经灭绝动物的标本。最有名的是世界上保留最完整的渡渡鸟标本，还有托马斯·贝尔和查理·达尔文的私人收藏[28]。

牛津自然史博物馆可以免费参观，平均每年接待超过三十万名游客，其中有约一万五千名校方组织参观的学生，但因内部整修，2013年闭馆一年。现任博物馆馆长为保罗·史密斯教授，管理上分为四个部门：地理、矿物、动物和昆虫，每个部门都有策展人负责，除此之外还有负责教育、网络、图书馆、保存和技术方面的人员。

## 外部連結
- 牛津大學博物館網站 （页面存档备份，存于）
- 牛津大學自然歷史博物館條例 （页面存档备份，存于）
- 英國牛津大學自然歷史博物館的虛擬之旅 （页面存档备份，存于）
- 昆蟲收藏歷史